# John Hicks
Sir John Richard Hicks (n. 8 aprilie 1904, Warwick, Anglia, Regatul Unit al Marii Britanii și Irlandei – d. 20 mai 1989, Blockley⁠(d), Cotswold, Anglia, Regatul Unit) a fost un economist britanic, laureat al Premiului Nobel pentru economie (1972).